# Balrog (groupe)
Pour les articles homonymes, voir Balrog (homonymie).
Balrog est un groupe de black metal français, originaire de la région parisienne. Selon Encyclopaedia Metallum, l'activité du groupe est incertaine.

## Biographie
Le groupe est formé à l'initiative de Sébastien Tuvi (alias Balrog) en 1999. Après la parution du premier album Kill Yourself, Sébastien Tuvi met ses ambitions solo en sommeil du fait de son implication dans d'autres projets, en particulier dans Garwall qu'il quitte en 2005. Accompagné de Raziel (alias Olivia Scemama, elle aussi partie de Garwall) et de deux musiciens de Misanthrope, il relance Balrog qui sort l'album Bestial Satanic Terror en 2006. Cette collaboration ne dure pas : c'est avec une formation entièrement remaniée qu'est enregistré Ars Talionis - The Art Of Retaliation l'année suivante. L'album est enregistré et mixé au BST Studio, et publié le 21 octobre 2007 au label Holy Records,. En 2008, le groupe participe à la tournée Black Metal Is Rising IV à Paris.

## Discographie
- 2001 : Kill Yourself
- 2006 : Bestial Satanic Terror
- 2007 : Ars Talionis : The Art of Retaliation

## Membres
- Balrog - chant, guitare
- Kac'Hadell - guitare
- Neamt - basse
- Sorath - batterie